# 馬爾他貓

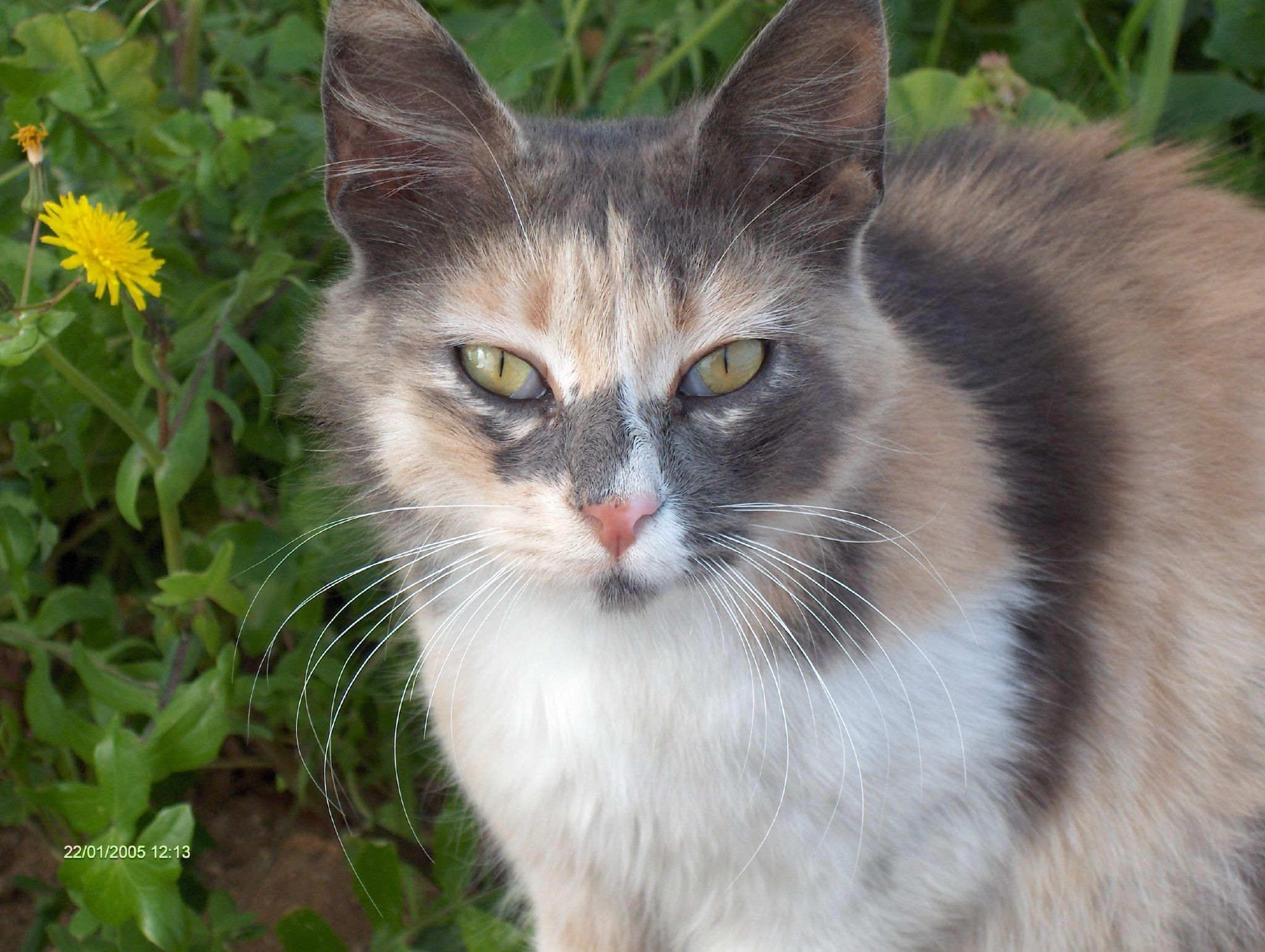
馬爾他貓

馬爾他貓指任何毛色純為或主要為灰或藍色，而血統不確定的貓隻，可能因馬爾他島上的貓多數是這種顏色而被命名。有數種血統會經常產下藍或灰色的貓兒，如俄羅斯藍貓、沙特爾貓、Korat等，其他一些血統經常生下如英國短毛貓的藍貓，這血統的藍色變種普遍得令人以為牠的血統是「英國藍貓」。
在文學上，魯德亞德·吉卜林有一篇短篇小說名為「The Maltese Cat」（馬爾他貓）。

## 參閱條目
- 馬爾他虎

## 外部連結
- National Cat Society of Malta （英文）